# Philip Kotler
Philip Kotler (Chicago, 27 maggio 1931) è S.C. Johnson & Son Distinguished Professor of International Marketing presso la Kellogg School of Management della Northwestern University di Evanston, Illinois.
È stato indicato come il quarto "guru del management" di tutti i tempi dal Financial Times (dopo Jack Welch, Bill Gates e Peter Drucker) e acclamato come "il maggior esperto al mondo nelle strategie di marketing" dal Management Centre Europe. Viene anche considerato uno dei pionieri del marketing sociale.
Kotler ha dato un contributo importante alla strutturazione del marketing come disciplina scientifica, orientando la formazione di moltissimi studenti e manager in tutto il mondo. La sua opera principale è Marketing Management (prima edizione nel 1967), che viene generalmente riconosciuto come uno dei più autorevoli testi sul marketing, ed è il più diffuso nelle università e nelle business school di tutto il mondo, con una percentuale di adozioni vicina al 60%.
L'edizione italiana di Marketing Management è stata realizzata in collaborazione con il professor Walter Giorgio Scott. Kotler ha pubblicato numerose altre opere e più di cento articoli su diversi aspetti del marketing. Inoltre ha ricevuto importanti premi e riconoscimenti. Kotler, attraverso la sua società di consulenza, Kotler Marketing Group (KMG), ha collaborato con molte grandi aziende multinazionali, tra cui IBM, General Electric, AT&T, Honeywell, Bank of America, Merck e Motorola.

## Principali contributi di Philip Kotler al marketing

### Da funzione a processo
In Marketing Decision-making, pubblicato nel 1971, Kotler sostiene la necessità di fondare il processo decisionale di marketing su basi di maggiore scientificità.
Impostando lo studio del marketing da un punto di vista manageriale, anziché merceologico o funzionale come avveniva prima di lui, lo fa evolvere da funzione aziendale a processo di gestione dell'intera impresa.
Un concetto inizialmente esposto dall'economista italiano Giancarlo Pallavicini in un lavoro
pubblicato nel 1959 sulle ricerche di mercato nell'ambito bancario, in cui proponeva una relazione tra le circostanze esterne del mercato ed i fatti gestionali interni alla banca 
Nel 1998 insegna anche in Italia con diversi seminari rivolti al management italiano, gestito da ISEM, Dr. Piero Guidi, fa intervenire anche The Yorker International University Italia per la partecipazioni di diversi studenti.

### Orientamento al mercato
Kotler sposta la focalizzazione dell'impresa dal prodotto al mercato, o ancor meglio al cliente, ribaltando la direzione tradizionale del processo di marketing: non più dall'interno dell'impresa verso l'esterno, ma al contrario.
Con lui si sancisce il passaggio da un'azienda production oriented (dove la cosa più importante è organizzare la produzione in modo che il prodotto finale derivante sia efficiente e di qualità accettabile), ad un'azienda marketing oriented, capace di ascoltare e comprendere il mercato, individuare bisogni ancora insoddisfatti e rispondere con un'offerta di valore adeguata e competitiva.
Per Kotler il marketing non è un processo lineare ma circolare, in cui ascolto, comprensione dei bisogni e delle forze che agiscono sui mercati, progettazione di prodotti o servizi in grado di rispondere alle nuove opportunità individuate, comunicazione del vantaggio proposto e distribuzione si susseguono, interagendo e modificandosi continuamente.

### Concetto di marketing ampliato
Kotler fornisce una definizione più ampia e generale dell'attività di marketing, come "strumento per comprendere, creare, comunicare e distribuire valore". In questo modo ne estende il campo d'azione oltre il limite della gestione d'impresa. Pubblica diversi lavori su temi come il marketing dei luoghi, delle nazioni, delle idee, delle persone e delle professioni.

### Modello delle "quattro P"
Contrariamente a quanto spesso si crede, il noto modello delle "quattro P" del marketing mix non è stato introdotto da Philip Kotler ma dal professor Jerome McCarthy nei primi anni sessanta. A Kotler se ne deve comunque in gran parte la diffusione.
In sintesi, il modello organizza tutte le attività di marketing operativo che un operatore di mercato gestisce in quattro grandi aree:
- Prodotto (Product)
- Prezzo (Price)
- Punto di vendita (Placement)
- Comunicazione (Promotion)

Con lo sviluppo della ricerca sul marketing, sono state proposte varie integrazioni al modello, ad esempio l'aggiunta del Packaging, della vendita personale (Personal selling), o del servizio (concetto di prodotto-servizio). In questo modo il modello diventerebbe delle "cinque P", delle "sei P" e così via.
In una sua opera recente Kotler attualizza il concetto di marketing mix, sostenendo che in realtà molte delle proposte di integrazione avanzate negli anni non appaiono necessarie: l'imballaggio è a tutti gli effetti un aspetto del prodotto, la vendita personale fa parte integrante della promozione, mentre il servizio è parte costitutiva del prodotto (che andrebbe meglio definito come offerta).
D'altra parte, Kotler suggerisce due possibili espansioni del marketing mix:
- Le relazioni istituzionali (rapporti delle imprese con il mondo delle istituzioni per gestire le conseguenze di leggi, provvedimenti, orientamenti della politica verso le attività imprenditoriali che possono influenzare i mercati)
- Le relazioni pubbliche (organizzazione di campagne che cercano di modificare gli atteggiamenti negativi dell'opinione pubblica verso determinate categorie di prodotti)

### Modello delle "quattro C"
Nella stessa opera, Kotler accoglie invece un'altra critica al modello, che sostituisce o associa alle "quattro P" altrettante "C":
- "Customer value" (valore per il cliente)
- "Change" (capacità strutturale dell'azienda di cambiare se stessa e ciò che propone al mercato)
- "Convenience" (facilità per i clienti di trovare i prodotti)
- "Communication" (interazione Clienti - Azienda)

Questa impostazione vuole evidenziare l'importanza di pensare prima in termini di valore per il cliente, e solo successivamente definire le corrispondenti attività di marketing dell'impresa (le quattro P).